# Adam und die Micky's
Pour les articles homonymes, voir Adam (homonymie).
Adam und die Micky's est un groupe de schlager allemand, principalement connu pour ses chansons en néo-hessois (de).

## Histoire
Adam und die Micky's est créé dans les années 1960 à Offenbach-sur-le-Main sous le nom de Micky’s. Après que le groupe se dissout par manque de spectateurs, le Micky-Trio devient Adam und die Micky's après que Dieter Adam a l'idée de détourner la chanson Mama de Heintje. 150 000 exemplaires de ce single se vendent en 1969. Le premier album Oh, häppy Day, Pappa sort un an plus tard. En 1978, le groupe publie le titre Im Wagen vor mir… fährt so’n alte Simpel, une parodie de Im Wagen vor mir de Henry Valentino, qui paraît dans l'album Original Blödel-Hits en 1979.
Au cours de ses quatre décennies d'existence, Adam und die Micky's publient une trentaine d'albums et paraissent souvent à la télévision dans des émissions telles que Zum Blauen Bock.
Le titre le plus connu est Die Runkelroiweroppmaschin qui est sélectionné en février 2008 par les spectateurs de la Hessischer Rundfunk sur la chanson la plus populaire des carnavals hessois.
En 2012, un médecin de l'oto-rhino-laryngologie diagnostique un carcinome sur la corde vocale gauche de Dieter Adam, qui est enlevé dans le département d'ORL de l'université de Marbourg. Adam peut que difficilement parler et ne peut plus chanter. Par conséquent, le groupe se sépare après la saison de carnavals en 2013. En 2014, Dieter Adam tombe malade d'un cancer de la gorge. Après plusieurs opérations, radiothérapie et chimiothérapie, il n'a aucune voix et meurt en février 2019.

## Discographie
| Titre                                                                                                | Label                      | Code                  | Année de parution | Support    |
| --- | -------------------------- | --------------------- | ----------------- | ---------- |
| Oh, Häppy Day, Pappa Und Andere Hessische Familientragödien                                          | Telefunken                 | PT 12 003             | 1969              | Album      |
| Uwe, Uwe schrie de Papa und andere Melodramen aus der hessischen Hitkiste                            | Telefunken                 | PT 12028              | 1970              | Album      |
| Schnappschüsse für's Familienalbum                                                                   | Telefunken                 | TS 3147/1-2           | 1971              | Album      |
| Achtung die Hesse komme! / Schnappschüsse aus dem Urlaub und anderer Freizeitgestaltung              | Telefunken                 | TS 3179/1-2           | 1972              | Album      |
| Vaddertag                                                                                            | Telefunken                 | SLE 14 653-P          | 1972              | Album      |
| Wir sind schon bald erwachse                                                                         | Telefunken                 |                       | 1973              | Album      |
| Hurra - Die Hesse Die Sind Da !                                                                      | Telefunken                 |                       | 1975              | Album      |
| Die grosse Hitparaden-Parodie mit Adam und den Micky's                                               | Telefunken                 | 6.28357 DP            | 1975              | Album      |
| Mischmasch - Kreuz und quer durch die Hit- und andere Paraden                                        | Telefunken                 | 6.28 447 DP           | 1978              | Album      |
| Ich möcht so gern den Adam hör'n                                                                     | Telefunken                 | 6.28482 DP            | 1979              | Album      |
| Babbel-Konzert                                                                                       | Telefunken                 | 6.28581 DP            | 1982              | Album      |
| ...uffs Maul geguckt                                                                                 | Telefunken                 | LO 006                | 1983              | Album      |
| Adam und die Micky's, ua., Humoris Causa - Die Grosse Lachparade No 7                                | Telefunken                 | SLE 14 595-P          |                   | Album      |
| Rauh, aber herzlich                                                                                  | Koch-Records               | E 121 595             | 1986              | Album      |
| Das nackische Lorchen / John Brown’s Vadder                                                          | Telefunken                 | U 56 068              | 1968              | Single     |
| Heut' ist wieder Hauskonzert (Gloryland) / Oh häppy Day, Pappa                                       | Telefunken                 | U 56 088              | 1969              | Single     |
| Papa (Mama) / Aber heidschi-bum-beidschi, wie dumm                                                   | Telefunken                 | U 56 042              | 1969              | Single     |
| Butterweich / Schlaf mein Böbbchen, schlaf ein                                                       | Telefunken                 | U 56163               | 1970              | Single     |
| Adam's Mexico-Ballade (Uwe, Uwe Schrie Der Papa) / Aber die Oma die rollt                            | Telefunken                 | U 56 108              | 1970              | Single     |
| Oh, Mamma blau / Äppelwein-Durchmarsch                                                               | Telefunken                 |                       | 1971              | Single     |
| Rabbedap-Dap / Wilma (Zieh Dein Maxi Aa)                                                             | Telefunken                 | U 56131               | 1971              | Single     |
| Mei Fraa, Die Steht Im Fußballtor / Hau net so nei                                                   | Telefunken                 | U 56 219              | 1972              | Single     |
| Rippe di knoll / Wenn du hochkommst                                                                  | Telefunken                 | U 56 248              | 1972              | Single     |
| Er ist sauer uff all sei Fans (Power To All Our Friends) / Adelaide                                  | Telefunken                 |                       | 1973              | Single     |
| Ebe langt's - O Jemine / Kätche komm ins Bett                                                        | Telefunken                 | U 56 260              | 1973              | Single     |
| Alles ist vergänglich nur der Kuhschwanz der bleibt länglich / Wo ist das Ding?                      | Telefunken                 | 6.11547 (AC)          | 1974              | Single     |
| Heini, wir fahr'n nach Bonn (Theo, wir fahr'n nach Lodz) / Wasserkopp                                | Telefunken                 | U 56368(AC), U 56 368 | 1974              | Single     |
| Mit dem Fahrrad durch den Odenwald / Unser Auto fährt mit Äppelwoi                                   | Telefunken                 | U 56 338              | 1974              | Single     |
| Mei Mamache (Hessisches Mutterlied) / Papa ach Papa komm sag mir den Grund                           | Telefunken                 | 611.657               | 1975              | Single     |
| Rosamunde, schenk mir dein Sparkassenbuch / Mädchen aus Hessen                                       | Telefunken                 | 6.11 694 AC           | 1975              | Single     |
| Die Große Hitparaden-Parodie                                                                         | Telefunken                 | 6.11 748              | 1975              | Single     |
| Rosi, Rosi, Rosi (Adam's Innsbruck-Ballade) / Mein Papa sitzt im Bundestag                           | Telefunken                 | 611.851               | 1976              | Single     |
| Aber als uff die Klaane / Das kleine Häuschen                                                        | Telefunken                 | 6.11 993, 6.11993 AC  | 1976              | Single     |
| Ich mach' die nächst' Woch' zur Alice / Ein Junge vom Land                                           | Telefunken                 | 6.12 077, 6.12077 AC  | 1977              | Single     |
| Warum nimmst Du nicht endlich die Pill (Lucille) / Die Gaas                                          | Telefunken                 | 6.12 237 AC, 6.12 237 | 1978              | Single     |
| Im Wagen vor mir ... fährt so'n alte Simpel / Oh weh - die Oma backt uns heut e Pizza                | Telefunken                 | 6.12 340, 6.12340 AC  | 1978              | Single     |
| Das Herz von Frankfurt / Ich hab' so Heimweh nach Sachsenhausen                                      | Telefunken                 | 612.607               | 1979              | Single     |
| Adam und die Micky's mit Gaby Reichardt - Was wird sein ... Fragt der Papa / E Fraa am Steuer        | Telefunken                 | 6.12482 AC            | 1979              | Single     |
| Adam und die Micky's mit den fidelen Offenbachern - Tante Maria (Santa Maria) / Das macht der Stress | Telefunken                 | 612.972               | 1981              | Single     |
| Macht die Welt net kaputt / Mer derf garnet soviel denke                                             | Telefunken                 | 6.13 364              | 1982              | Single     |
| Die Runkelreuberoppmaschin / Der Schorsch aus Krotzeborsch                                           | Rockport                   | 112 1097 1 SA         | 1990              | Single     |
| Uwe, Uwe, Uwe (Brabbel-Version)                                                                      | Lotus                      | 1C 0062513547         | 1990              | Single     |
| Das Starkstromlied / Hallo Mr. Flick                                                                 | Koch Records International | AS 145.310            |                   | Single     |
| Die Jacob-Story                                                                                      | TJ                         | TJ 001                |                   | Single     |
| Das Beste von Adam und den Micky's                                                                   | Telefunken                 | 6.28 387 DP           | 1976              | Anthologie |
| 20 Jahre - Und kein bisschen leiser                                                                  | Lotus                      | DLP 807 344-977       | 1988              | Anthologie |
| Die Runkelroiweroppmaschin und andere hochgeistige Ergüsse                                           | Lotus                      | 25.601.013            | 1990              | CD         |
| Querbeet 1                                                                                           | Lotus                      |                       | 1990              | CD         |
| Querbeet 2                                                                                           | Lotus                      |                       | 1990              | CD         |
| Ich maach dich                                                                                       | Lotus                      |                       | 1990              | CD         |
| Rambazamba in de Pampa                                                                               | Lotus                      |                       | 1995              | CD         |
| Querbeet 3                                                                                           | Lotus                      | 388.2017.2            | 1998              | CD         |
| Chilli con Sauerkraut                                                                                | Lotus                      | 388.2018.2            | 1998              | CD         |
| Adam lacht zur Fassenacht                                                                            | Lotus                      | 388.2019.2            | 2000              | CD         |
| Husch, husch, husch (Die Bimmelbahn)                                                                 | Lotus                      | 388.2021.2            | 2000              | CD         |
| Kuschel-Adam                                                                                         | Lotus                      |                       | 2001              | CD         |
| Querbeet 4 plus vier                                                                                 | Lotus                      |                       | 2005              | CD         |
| Ballerknaller für Hessen Folge 1                                                                     | Lotus                      |                       | 2007              | CD         |
| Ballerknaller für Hessen Folge 2                                                                     | Lotus                      |                       | 2007              | CD         |
| Die größten Hits - 40 Jahre Adam und die Micky's                                                     | Lotus                      |                       | 2009              | CD         |

## Source de la traduction
- (de) Cet article est partiellement ou en totalité issu de l’article de Wikipédia en allemand intitulé « Adam und die Micky’s » (voir la liste des auteurs).